# Río Arapey Chico
Der Río Arapey Chico ist ein Fluss im Nordwesten Uruguays.
Der wichtigste rechtsseitige Nebenfluss des Río Arapey, in den er bei der Stadt Arapey mündet, entspringt in den Ausläufern der Cuchilla Belén und durchquert auf seinem 115 km langen Verlauf nach Westen das Departamento Salto.

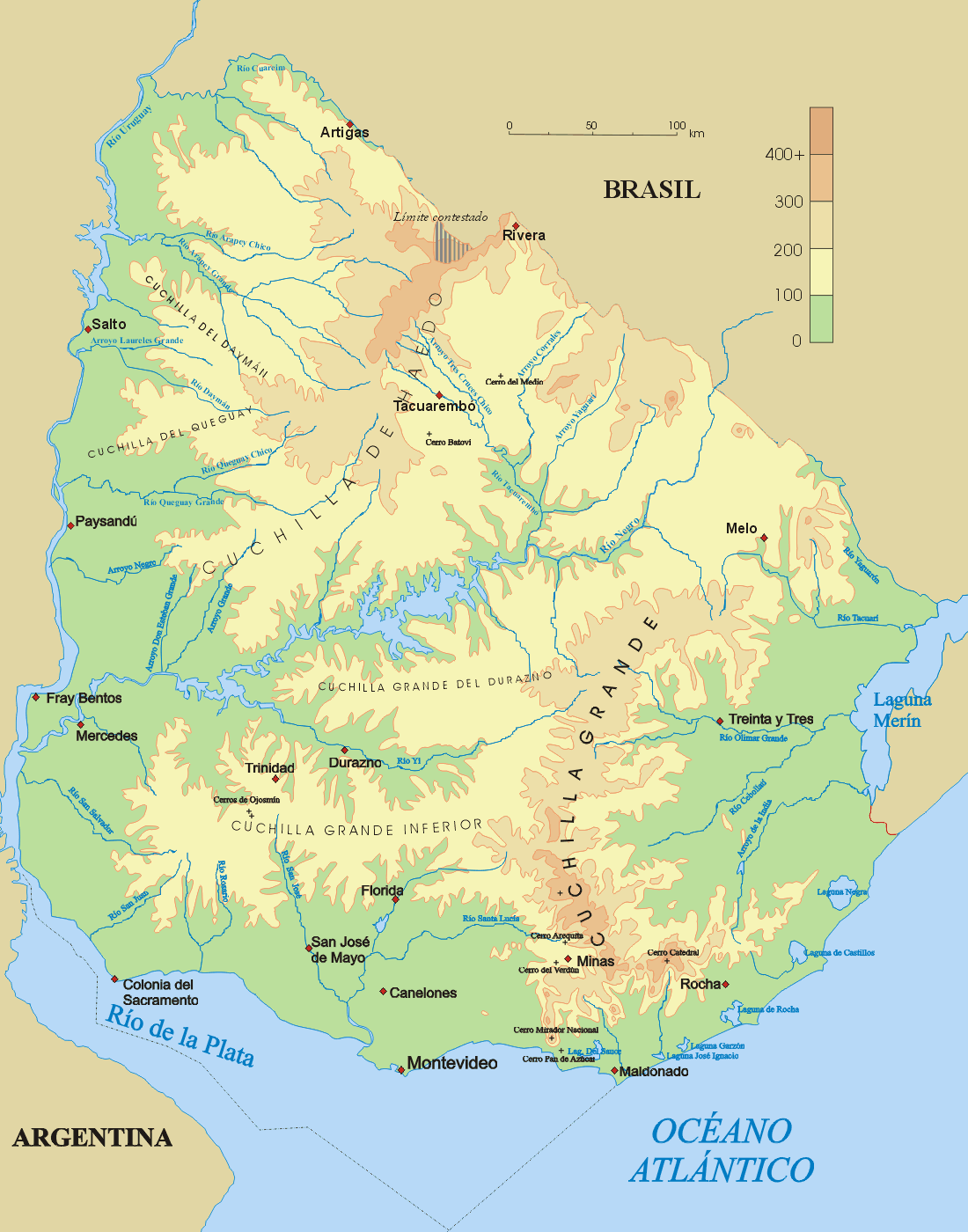
Karte mit Verlauf des Flusses